# 泛拉丁主义

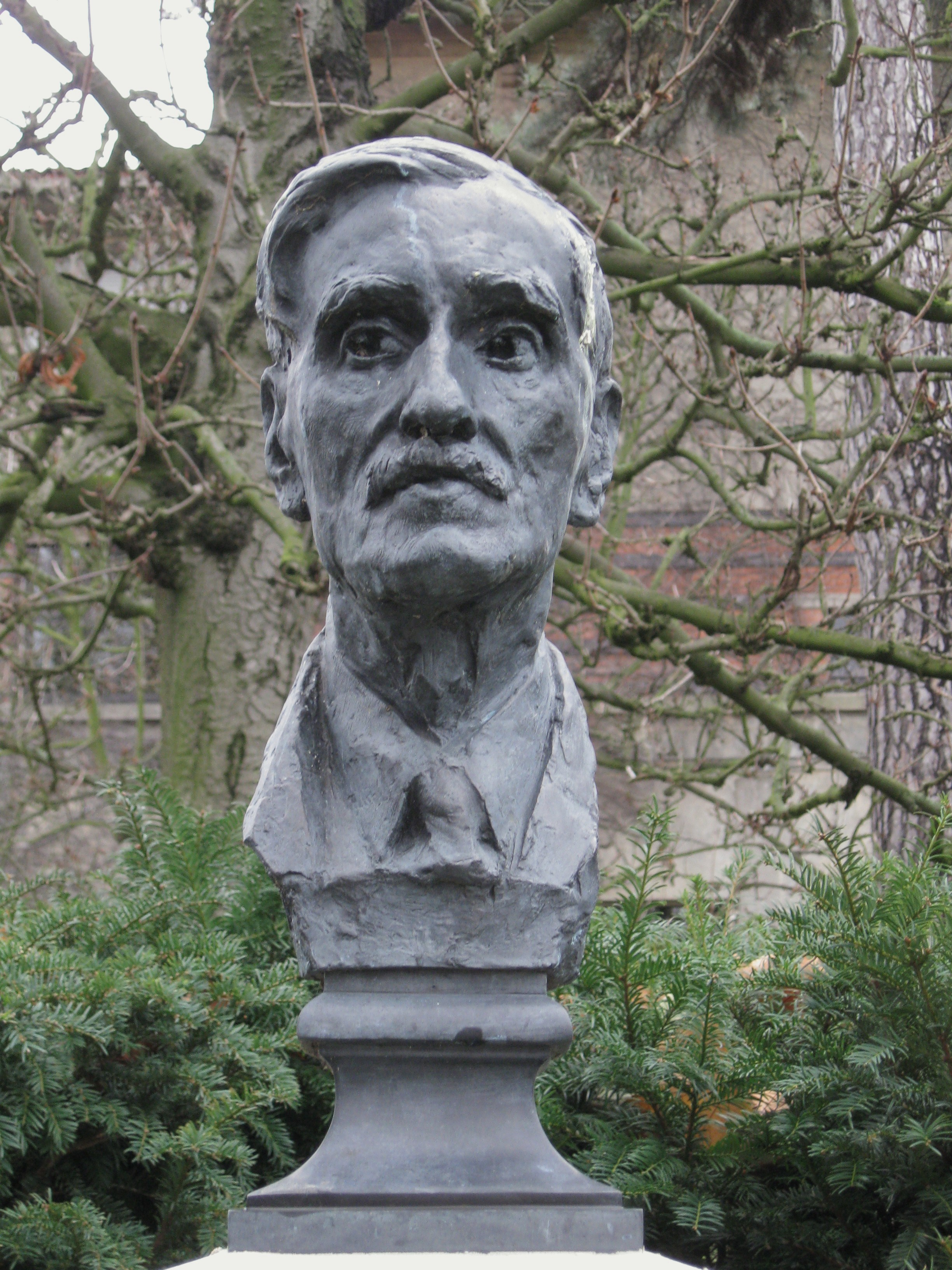
國際泛拉丁主義和拉丁聯盟的支持者讓·查爾斯-布倫的半身像

泛拉丁主义是一种主张將使用罗曼语族语言的民族联合在一起的意识形态。19世纪法国作家司汤达曾说“拉丁主义”是一种帝国主义思想，即拉丁民族应统治其他非拉丁民族邻邦的思想。拿破仑三世后来宣布支持拉丁民族的文化团结，将法国視为拉丁民族的现代领袖，並支持法国干涉墨西哥，后来，亲法政权墨西哥第二帝國诞生。